# Сентрал Сюпелек
Сентрал Сюпеле (на френски: CentraleSupélec е университет в Гиф сюр Ивет, Ил дьо Франс.
Висшето училище е създадено през 2015 г. от сливането на Висшето училище по електротехника (Сюпелек) и Екол Сентрал Пари.. Училището се ръководи съвместно от министъра на промишлеността и министъра на висшето образование, научните изследвания и иновациите. Днес то е едно от най-популярните френски технически училища.
От октомври 2023 г. училището е партньор на IPSA за двойни дипломи в космонавтиката.

## Известни възпитаници
- Арман Пежо, индустриалец
- Тиери Бретон (р. 1955), политик и бизнесмен